# Dreyer (cráter)

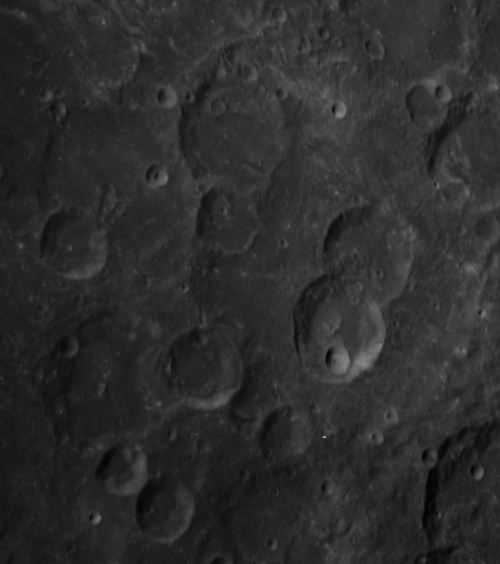
Vista oblicua desde el Apolo 14 de la cámara Hasselblad. Dreyer, Ginzel y varios de sus cráteres satélite. Desde el centro, Ginzel está aproximadamente a las 12:00, y Dreyer aproximadamente a las 8:00. El pequeño cráter a las 9:00 es Dreyer W. Dreyer C está justo al este de Dreyer, y Dreyer K y J están hacia el sur y sureste de Dreyer.

Dreyer es el remanente de un cráter de impacto situado en la cara oculta de la Luna. Se encuentra a lo largo del borde oriental del Mare Marginis, a medio camino entre los cráteres Ginzel al norte y Erro al sur-sureste.
El brocal de este cráter está muy desgastado, con múltiples impactos que se superponen al borde y han creado un pequeño hueco en el extremo sur. El cráter satélite Dreyer C atraviesa el borde noreste, mientras que Dreyer K invade el lado sureste. El suelo interior es relativamente llano y sin rasgos distintivos, con unos pequeños cráteres que marcan la superficie. Presenta una cresta central baja en el punto medio.

## Cráteres satélite
Por convención estos elementos son identificados en los mapas lunares poniendo la letra en el lado del punto medio del cráter que está más cerca de Dreyer.
|        | \| Dreyer \| Coordenadas \| Diámetro \| \| ------ \| ---------------------------- \| -------- \| \| C \| 11°12′N 98°12′E / 11.2, 98.2 \| 37 km \| \| D \| 10°48′N 99°48′E / 10.8, 99.8 \| 27 km \| \| J \| 8°48′N 98°12′E / 8.8, 98.2 \| 29 km \| \| K \| 9°00′N 97°24′E / 9.0, 97.4 \| 23 km \| \| R \| 8°30′N 94°00′E / 8.5, 94.0 \| 18 km \| \| W \| 11°48′N 95°42′E / 11.8, 95.7 \| 30 km \| |          |
| Dreyer | Coordenadas | Diámetro |
| C      | 11°12′N 98°12′E / 11.2, 98.2 | 37 km    |
| D      | 10°48′N 99°48′E / 10.8, 99.8 | 27 km    |
| J      | 8°48′N 98°12′E / 8.8, 98.2 | 29 km    |
| K      | 9°00′N 97°24′E / 9.0, 97.4 | 23 km    |
| R      | 8°30′N 94°00′E / 8.5, 94.0 | 18 km    |
| W      | 11°48′N 95°42′E / 11.8, 95.7 | 30 km    |